# Constel·lació dels Bessons
Els Bessons (Gemini) és una constel·lació zodiacal. Els seus estels més brillants són Càstor (α), de segona magnitud, i Pòl·lux (β), de primera. Gemini es pot veure en el cel hivernal, entre Taurus a ponent i la feble constel·lació de Càncer a l'est, Amb Auriga i Lynx al nord i Monoceros i Canis Minor al sud.

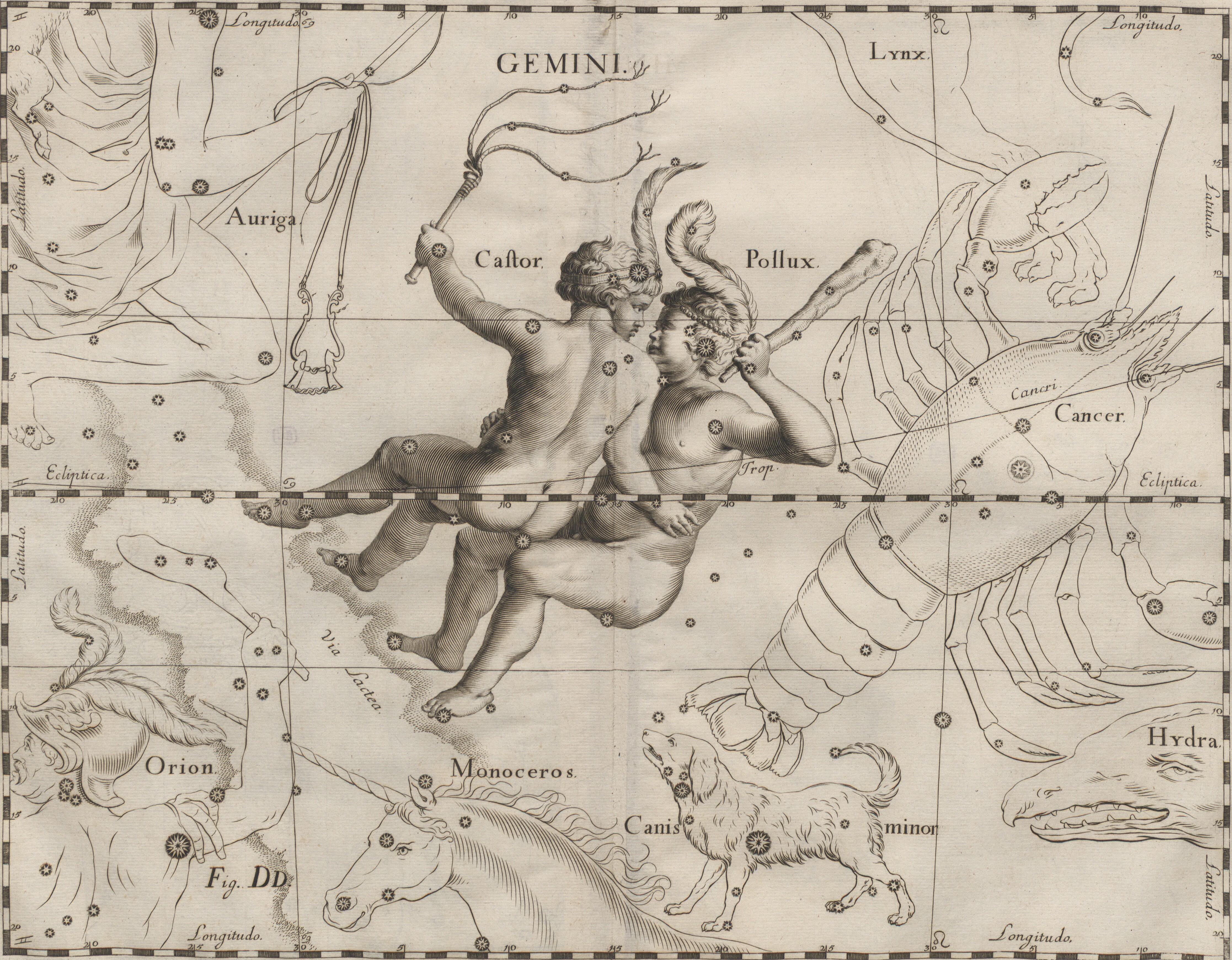
La constel·lació de Geminis representada per Johannes Hevelius a la seva Uranographia.

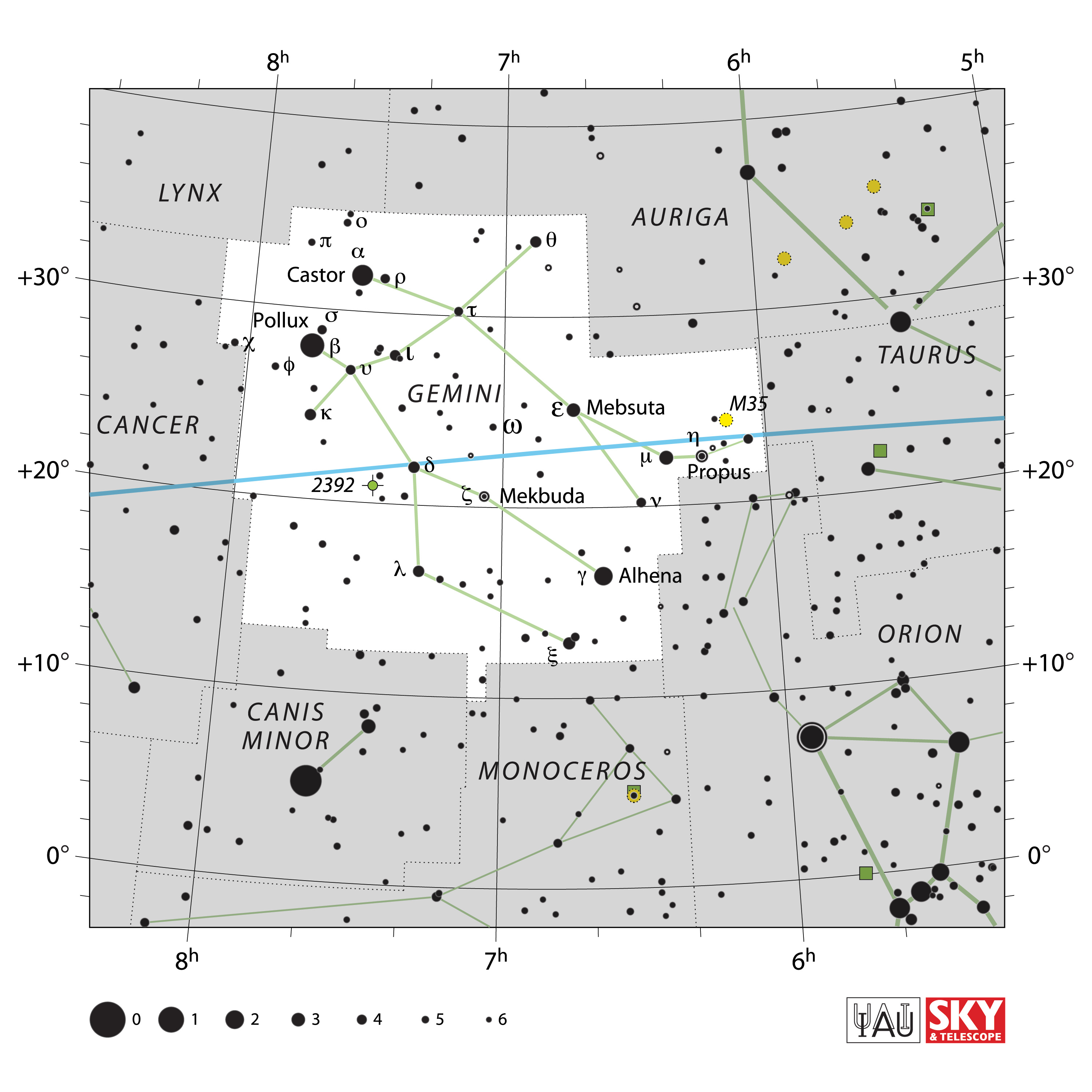
Delimitació de Geminis segons la IAU.

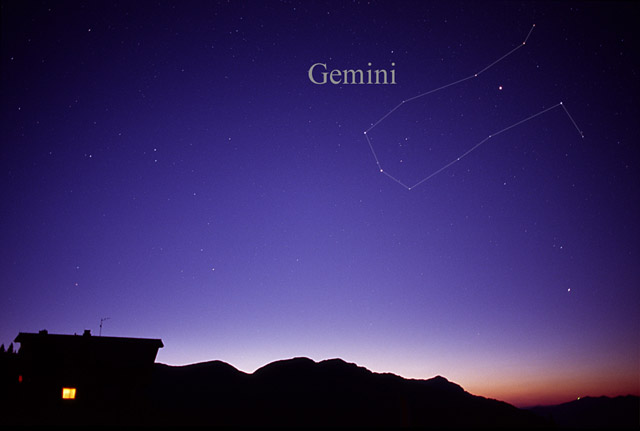

## Mitologia
Gèminis representa els mítics bessons grecs Κάστωρ Kàstor ‘Càstor’ i Πολυδεύκης Polideuces ‘Pòl·lux’. Els grecs es referien a ells conjuntament com els Dióscurs, Dioscuri en llatí, ‘fills de Zeus’. Tanmateix, els mitòlegs discutien si realment tots dos eren fills de Zeus, a causa de les inusuals circumstàncies del seu naixement.
La seva mare era Leda, Reina d’Esparta, a qui Zeus seduí presentant-se sota la forma de cigne (ara representat per la constel·lació del Cigne). Després de l'embaràs, Leda donà a llum quatre fills. En la versió més comunament acceptada, Pòl·lux i Helena de Troia eren fills de Zeus i, per tant, immortals, mentre que Càstor i Clitemnestra foren engendrats per Tindàreu, el marit de Leda, i en conseqüència mortals. Càstor i Pòllux creixeren com els germans més íntims, mai discutint ni actuant sense consultar-se l'un a l'altre. Es deia que s'assemblaven físicament i fins i tot es vestien igual. Càstor era un famós genet i guerrer que ensenyà Hèracles a lluitar amb espasa, mentre que Pòl·lux era un campió de boxa.
Els bessons s'uniren a l’expedició de Jàson i els Argonautes a la recerca del velló d'or. Les habilitats de boxa de Pòl·lux foren útils quan els Argonautes desembarcaren en una regió d’Àsia Menor governada per Amícus, un fill de Posidó. Amícus, el més gran abusador del món, no permetia que els visitants marxessin fins que no havien lluitat amb ell en un combat de boxa, que invariablement guanyava. Baixà fins a la costa on estava l'Argo i desafià la tripulació a enfrontar-se amb ell. Pòllux, irritat per l’arrogància de l’home, acceptà de seguida i tots dos es van posar guants de cuir. Pòl·lux evità fàcilment les envestides del seu oponent i tombà Amícus amb un cop al cap que li esberlà el crani.
Apol·loni de Rodes conta que durant el viatge des de la desembocadura del Roine fins a les actuals Illes d’Ieras, davant de Toló, hagueren de superar una tempesta, però no en detalla les circumstàncies. Des d’aquest episodi, diu Apol·loni —i ens assegura que hi va haver altres viatges en què van ser salvadors—, els bessons han estat els patrons dels mariners. Higí diu que els bessons reberen el poder de salvar mariners nàufrags de part de Posidó, el déu del mar, que també els regalà els cavalls blancs que sovint muntaven. Els mariners creien que durant les tempestes al mar els bessons apareixien als cordatges del vaixell en forma del fenomen elèctric conegut com a foc de Sant Elm, tal com descriu Plini, l'escriptor romà del primer segle dC, en el seu llibre Història Natural. En canvi, un sol resplendor s'anomenava Helena i es considerava un signe de desastre.

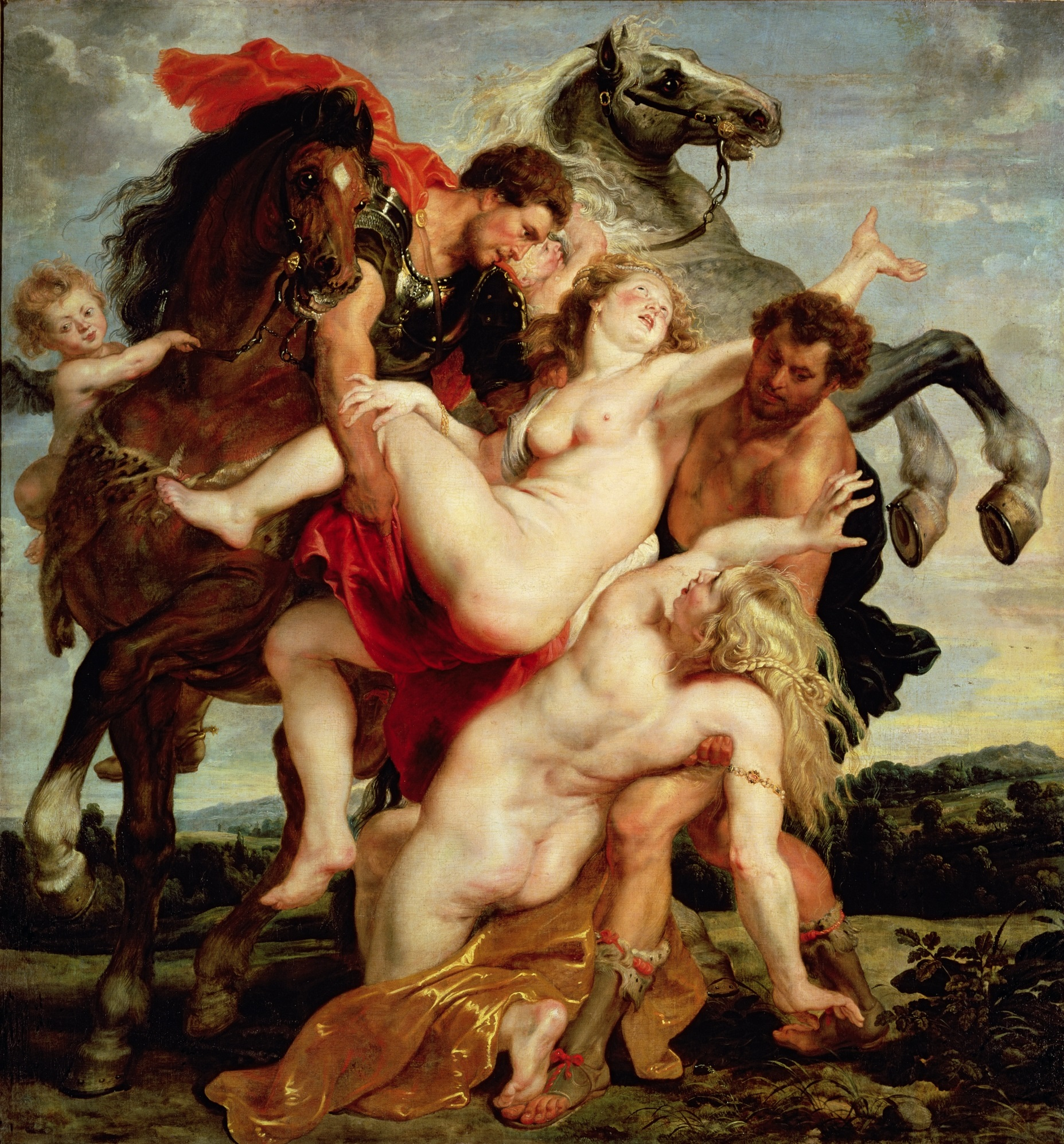
El rapte de les filles de Leucip (1618) per Peter Paul Rubens.

Càstor i Pòl·lux es van enfrontar amb una altra parella de bessons, Idas i Linceu, per dues belles dones. Idas i Linceu (que també eren membres de la tripulació de l’Argo) estaven compromesos amb Febe i Hilaïra, filles de Leucip de Messènia, però Càstor i Pòl·lux les raptaren. Idas i Linceu els perseguiren i en agafar-los lluitaren. Càstor fou travessat per l'espasa de Linceu, i Pòl·lux el matà. Idas atacà Pòl·lux però fou rebutjat per un llamp de Zeus. Una altra història diu que les dues parelles de bessons feren les paus per les dones, però arribaren a les mans per la divisió d’alguns ramats que havien robat conjuntament. En qualsevol cas, Pòl·lux plorà per la pèrdua del seu germà i demanà a Zeus que els dos compartissin la immortalitat. Zeus els col·locà al cel com la constel·lació dels bessons, on es veuen en una abraçada estreta, inseparables fins al final.

## Característiques
La constel·lació dels Bessons és la 30a constel·lació més gran del cel, ocupant una àrea de 514 graus quadrats. Es troba al segon quadrant de l'hemisferi nord (NQ2) i es pot veure a latituds entre +90° i -60°. Les constel·lacions veïnes són Auriga, Cancer, Canis Minor, Lince, Monoceros, Orió i Taure. La forma genitiva de Gèminis, utilitzada en noms d'estrelles, és Geminorum. L'abreviació de tres lletres, adoptada per la Unió Astronòmica Internacional (IAU) el 1922, és Gem.
Gèminis pertany a la família del zodíac de constel·lacions, juntament amb Aries, Taure, Cancer, Leo, Virgo, Lliura, Escorpió, Sagitari, Capricorn, Aquari i Piscis. Conté un objecte Messier —el cúmul estel·lar Messier 35 (M35, NGC 2168)— i té vint-i-una estrelles amb exoplanetes coneguts. L'estrella més brillant de la constel·lació és Pòl·lux, β Geminorum, amb una magnitud aparent de 1,14. Hi ha dues pluges de meteors associades amb la constel·lació; les Gemínids i els ρ Gemínids. Els Gemínids solen ser brillants i tenen el seu pic al voltant del 13-14 de desembre. Gèminis conté 10 estrelles amb nom aprovats per la Unió Astronòmica Internacional (IAU): Alhena, Alzirr, Càstor, Geminga, Jishui, Mebsuta, Mekbuda, Pòl·lux, Propus, Tejat i Wasat.

## Estels principals

### Càstor – α Geminorum (Alfa Geminorum)

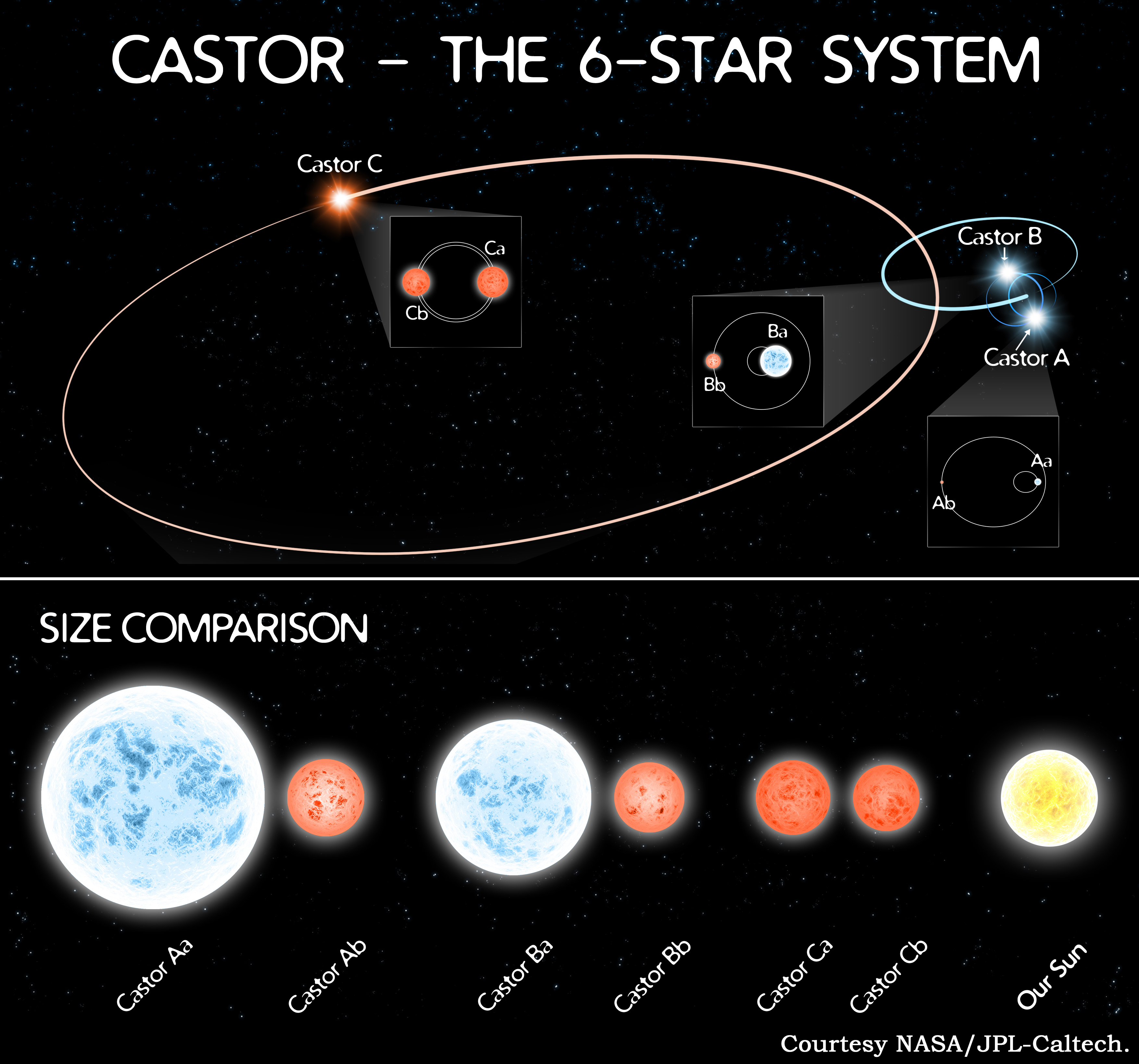

Càstor, o α dels Bessons, és la segona estrella més brillant de la constel·lació de Gèminis i la 44a més brillant del cel, a uns 51 anys llum del Sol. En la cultura àrab, era coneguda com “El Cap del Primer Bessó” o Al-Ras al-Taum al-Muqadim. És una binària visual amb una magnitud aparent combinada d'1,58. Els dos components, Càstor A i Càstor B, estan separats per 6” i tenen un període de revolució de ~450 anys. Cada una d'aquestes estrelles és, a la vegada, una estrella binària espectroscòpica, per tant, quatre estrelles (Càstor Aa, Càstor Ab, Càstor Ba i Càstor Bb). Càstor Aa, l'estel principal, pertany a la classe espectral A1 V i es creu que el seu company Càstor Ab, és de tipus espectral M5 V. Les estrelles del component secundari, Càstor Ba i Càstor Bb, tenen les classificacions estel·lars A2 Vm i M2 V. Però el sistema no és complet perquè hi ha un company dèbil a uns 72” de distància, un sistema d'estrelles binàries eclipsants amb un període de poc menys d'un dia (Càstor Ca i Càstor Cb), ambdues nanes vermelles (classe M). Això fa que Càstor sigui un sistema sèxtuple, ja que els sis components estan lligats gravitacionalment entre ells. El tercer component està classificat com una estrella variable i té la designació YY Geminorum.

### Pòl·lux – β Geminorum (Beta Geminorum)
Pòl·lux, o β del Bessons, és l'estrella més brillant dels bessons i la 17a més brillant del cel nocturn. És una gegant taronja evolucionat amb la classificació estel·lar K0 III. Té una magnitud aparent d'1,14 i està a 33,78 anys llum del Sistema Solar. β del Bessons té una massa 2 M☉ i un radi ~9 R☉. De vegades es coneix com “El Cap del Segon Bessó,” de l'àrab Al-Ras al-Tau’am al-Mu’akhar. El juny de 2006 es confirmà que un planeta extrasolar orbitava l'estrella. El planeta, Pòl·lux b, té una massa d'almenys 2,3 vegades la de Júpiter i un període orbital de 590 dies.

### Alhena – γ Geminorum (Gamma Geminorum)
Alhena, γ dels Bessons, és una altra estrella de magnitud aparent de 1,915, a 109 anys llum de la Terra, fàcilment visible a ull nu. És una binària espectroscòpica. L'estrella primària és una subgegant blanca amb la classificació estel·lar A1 IV. Té una massa 2,8 M☉, un radi 3,3 R☉ i una lluminositat 123 L☉. L'estrella secundària és una estrella de tipus espectral G. El nom tradicional de l'estrella, Alhena, prové de l'àrab Al Han’ah ‘la marca’, referint-se a la marca al coll d'un camell. També és coneguda de vegades com Almeisan, derivat de l'àrab Al Maisan ‘la brillant’.

### Mebsuta – ε Geminorum (Èpsilon Geminorum)
Mebsuta, o ε dels Bessons, marca la cama dreta estesa de Castor. És una supergegant que pertany a la classe espectral G8 Ib. Té una magnitud aparent de 3,06 i es troba a uns 840 anys llum de distància. L'estrella té una lluminositat ~8 500 L☉, té una massa 19 M☉ i un radi entre 105 R☉ i 175 R☉. El nom tradicional, Mebsuta, prové de l'àrab antic Mabsūṭah ‘la pota estesa’. En la cultura àrab, ε i ζ dels Bessons representaven les potes d'un lleó. ε dels Bessons també es coneix de vegades com Melboula o Melucta. L'estrella es troba a prop de l'eclíptica i pot ser ocultada per la Lluna i els planetes.

### Tejat – μ Geminorum (Mu Geminorum)
Tejat, o μ dels Bessons, és la quarta estrella més brillant de la constel·lació dels Bessons. Té una magnitud visual de 2,857 i està a uns 230 anys llum de distància. L'estrella pertany a la classe espectral M3 III, que significa que és una gegant vermella. També està classificada com una variable irregular lenta de tipus LB. Mostra variacions en la seva lluminositat entre magnitud 2,75 i 3,02 durant un període de 72 dies, i té un període de 2 000 dies de variació a llarg termini. El nom tradicional de l'estrella, Tejat Posterior ‘la pota del darrere’ i es refereix a la pota del bessó Càstor. També es coneix de vegades per un altre nom llatí, Calx ‘el taló’.

### Propus – η Geminorum (Eta Geminorum)
Propus, o η dels Bessons, és un sistema estel·lar múltiple situat a aproximadament 350 anys llum de la Terra. Consta de tres components: una estrella binària espectroscòpica i una estrella nana de classe G0 que orbita la parella amb un període de més de 700 anys. El component principal del sistema binari és una estrella variable semiregular que mostra variacions en la lluminositat durant un període de 234 dies. És una gegant vermella amb la classificació espectral M3IIIlab. La seva lluminositat varia entre magnitud 3,15 i 3,9. L'estrella secundària és de tipus espectral B i orbita la gegant vermella amb un període de 8,2 anys. η Geminorum es troba a prop de l'eclíptica i pot ser ocultada ocasionalment per la Lluna i molt rarament per un planeta. Propus prové del grec Πρόπους, Própous, emprat per Hiparc de Nicea i Clausi Ptolemeu, indicant la seva posició davant del peu esquerre de Càstor.

### Alzirr – ξ Geminorum (Xi Geminorum)
Alzirr, o ξ dels Bessons, és una subgegant groc-blanca que pertany a la classe espectral F5 IV, amb una lluminositat ~11 L☉. Té una magnitud aparent de 3,35 i es troba a 58,7 anys llum de la Terra. L'estrella és un rotador ràpid, amb una velocitat de rotació projectada de 66 km/s. Es sospita que és una binària espectroscòpica. Marca el peu dret de Pòl·lux. És prou brillant per ser vista sense prismàtics. El nom Alzirr prové de la paraula àrab الزِرّ al-zirr, ‘el botó‘.

### Wasat – δ Geminorum (Delta Geminorum)
Wasat, o δ dels Bessons, també és prou brillant per ser visible a simple vista. Té una magnitud visual de 3,53 i es troba a uns 60,5 anys llum de distància. Té la classificació estel·lar F0 IV, cosa que significa que és una subgegant groc-blanca. El nom tradicional de l'estrella, Wasat, prové de l'àrab al-Wasat ‘el mig, el centre’, ja que es troba al mig dels dos bessons. Wasat es troba a dues dècimes de grau al sud de l'eclíptica i de vegades és ocultada per la Lluna i molt menys freqüentment pels planetes. El 1930, l'astrònom nord-americà Clyde Tombaugh (1906-1997) descobrí Plutó només a 0,5° a l'est de l'estrella. Wasat és un rotador molt ràpid, amb una velocitat de rotació projectada de 129,7 km/s. Es creu que té uns 1,6 mil milions d'anys. En 1,1 milions d'anys, l'estrella es trobarà a 6,7 anys llum del Sol. δ dels Bessons és en realitat un sistema triple d'estrelles. Les estrelles internes del sistema formen una binària espectroscòpica amb components que orbiten entre elles amb un període de 6,1 anys. El sistema binari té un company de classe K que orbita el component principal amb un període de 1.200 anys i es pot veure amb un petit telescopi.

### κ Geminorum (Kappa Geminorum)

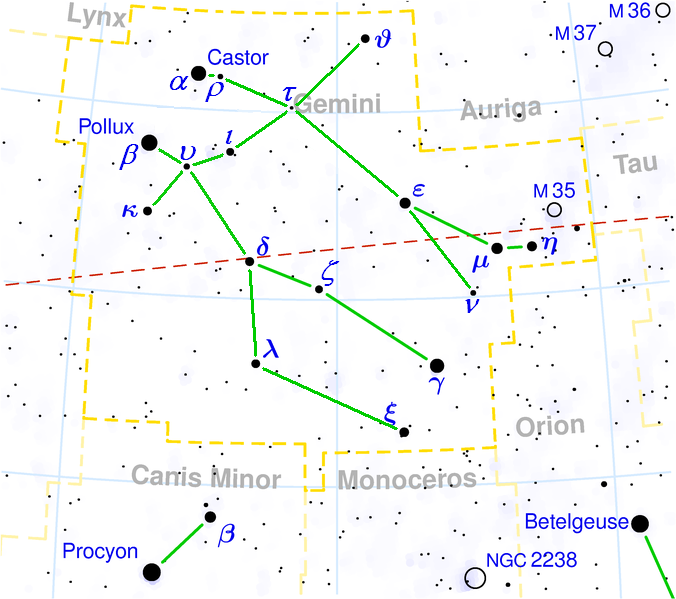
Posició dels estels principals.

Una altra estrella múltiple és κ del Bessons. Té la classificació estel·lar G8 IIIa i es troba aproximadament a 143 anys llum del Sistema Solar. L'estrella té una lluminositat 78 L☉ i una magnitud aparent de 3,57.

### λ Geminorum (Lambda Geminorum)
L'estrella λ dels Bessons pertany a la classe espectral A3 V i està classificada com una estrella variable. Té una magnitud aparent de 3,58 i es troba a 94,3 anys llum de distància. La seva lluminositat és 28 L☉, el radi 2,8 R☉ i la massa 2,1 M☉. L'edat estimada de l'estrella és d'uns 800 milions d'anys.

### ι Geminorum (Iota Geminorum)
ι dels Bessons és una estrella de quarta magnitud que pertany a la classe espectral G9 III. Té una magnitud aparent de 3,78 i es troba a aproximadament 326 anys llum de distància. El nom tradicional de l'estrella, Propus, significa “el peu de davant” en llatí. Propus està classificada com una estrella variable.

### Mekbuda – ζ Geminorum (Zeta Geminorum)
Mekbuda, o ζ dels Bessons, és una supergegant de mitjana lluminositat i una estrella variable classificada com una cefeida clàssica, o cefeida de població I. ζ dels Bessons, com altres estrelles d'aquesta classe, té una freqüència de pulsació regular, determinada per la massa de l'estrella. La seva lluminositat varia durant un període de 10,148 dies i oscil·la entre magnitud 3,68 i 4,16. L'estrella té lluminositat és ~2 900 L☉. El nom Mekbuda, prové de l'àrab Al Maḳbūḍah, ‘contractat’. Està situada en el genoll de Pòl·lux.

### τ Geminorum (Tau Geminorum)
τ dels Bessons és una gegant taronja amb la classificació estel·lar K2 III. Té una magnitud aparent de 4,42 i es troba aproximadament a 321 anys llum del Sistema Solar. L'estrella es pot veure sense prismàtics en bones condicions. τ dels Bessons té una massa 2 M☉, un radi 27 R☉ i una lluminositat 224 L☉. L'estrella té una nana marró, τ dels Bessons B, amb una massa de 18,1 masses de Júpiter, com a company. La nana marró, descoberta el 2004, triga 305 dies a completar una òrbita al voltant de l'estrella principal.

### U Geminorum
U dels Bessons és una estrella binària composta per una nana blanca que orbita de prop una estrella nana vermella. Aproximadament cada 100 dies, l'estrella té un esclat i això provoca un augment espectacular en la lluminositat. El sistema fou descobert per l'astrònom anglès John Russell Hind (1823-1895) el 1855, quan l'estrella tengué un dels seus esclats. Les dues nanes tenen un període orbital de 4 hores i 11 minuts, que és molt curt i la principal raó per la qual U dels Bessons és una estrella variable. Les estrelles s'eclipsen entre elles a cada revolució. Normalment, el sistema té una magnitud aparent que varia entre 14,0 i 15,1, però durant un esclat, el sistema pot arribar a la 9a magnitud, fent-lo 100 vegades més brillant. El període és molt irregular, entre 62 i 257 dies. U dels Bessons es troba aproximadament a 400 anys llum del Sol.

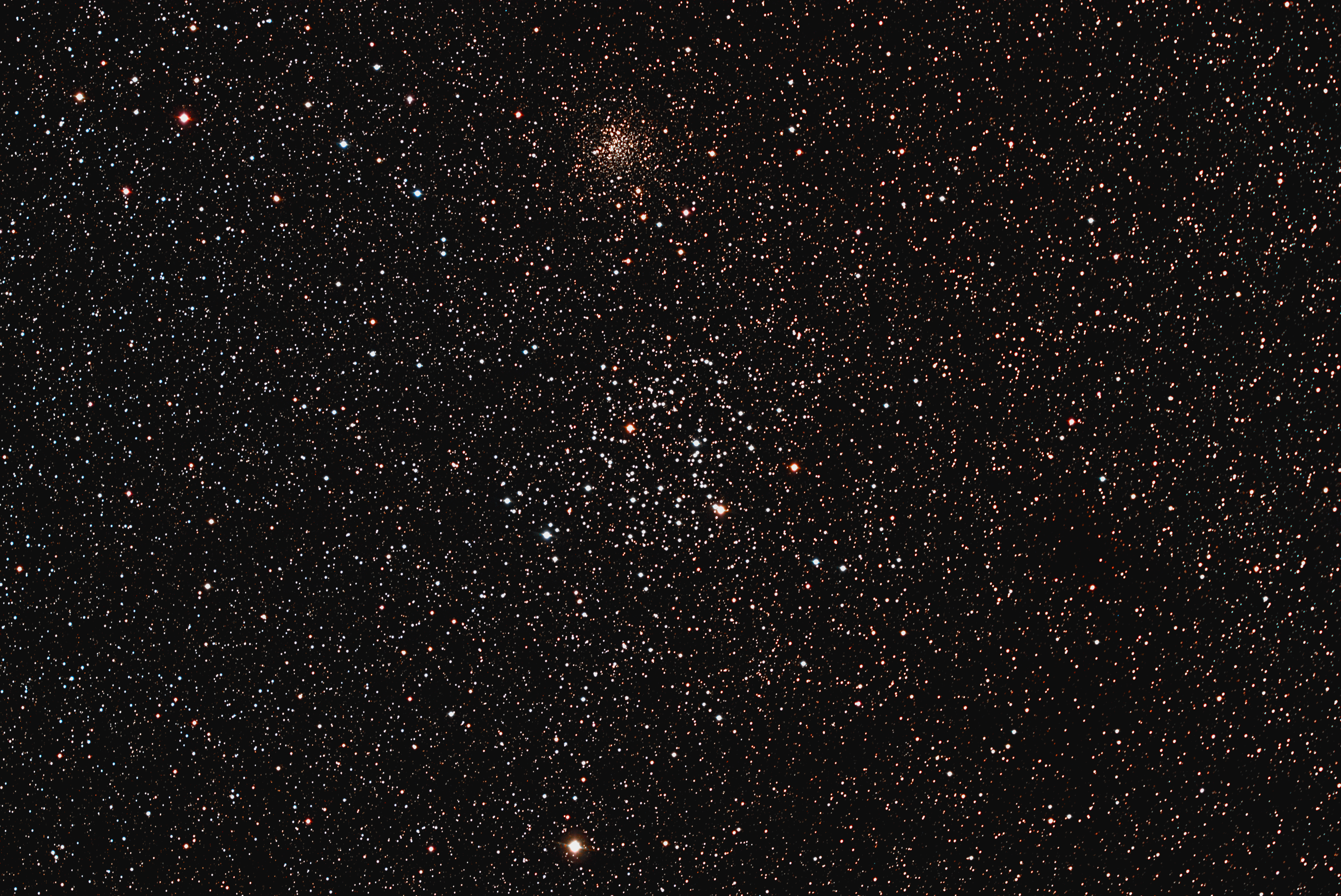
Messier 35 al centre i NGC 2158 damunt.

## Planetes Extrasolars
A vint-i-un estels de la constel·lació dels Bessons s'han descobert planetes extrasolars, que sumen un total de 25. Els estels que s'hi han detectat dos exoplanetes són: HD 260655 i HD 67087, i en l'estel HD 63433 ja se n'hi han detectat tres (HD 63433 b, HD 63433 c i HD 63433 d).

## Objectes de cel profund

### Messier 35

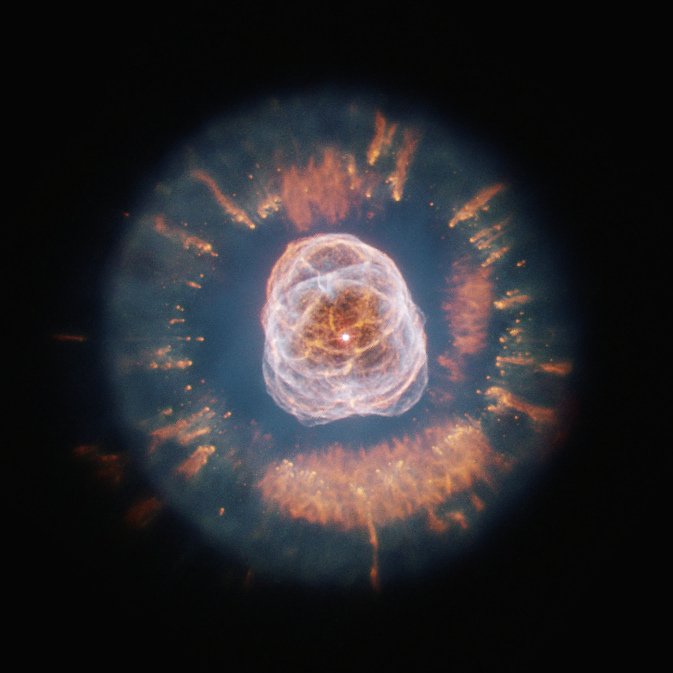
NGC 2392 o nebulosa de l'Esquimal.

Messier 35 és un cúmul obert que cobreix una àrea del cel tan gran com la Lluna plena amb una magnitud aparent de 5,30. Es troba a uns 2 800 anys llum de la Terra i fou descobert per l'astrònom suís Jean-Philippe Loys de Chéseaux (1718-1751) el 1745 i posteriorment descobert de manera independent pel metge i astrònom anglès John Bevis (1695-1771) abans del 1750.

### NGC 2158
NGC 2158 és un altre cúmul obert que es troba al sud-oest de Messier 35. El cúmul té una magnitud aparent de 8,6 i es troba a uns 11 000 anys llum del Sol. Es creu que té uns mil milions d'anys.

### Nebulosa de l’Esquimal (NGC 2392, Caldwell 39)

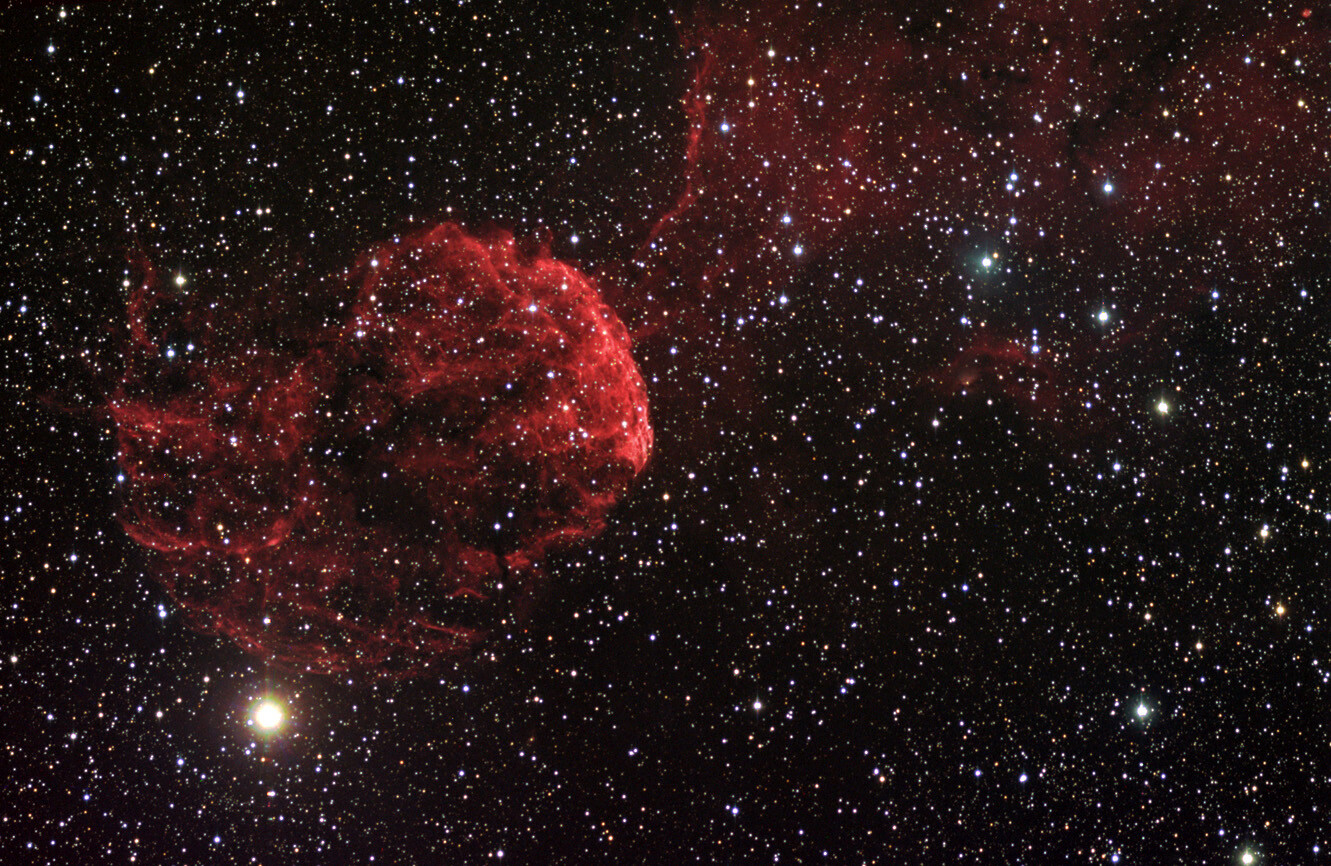
IC 443.

La nebulosa de l’Esquimal és una nebulosa planetària bipolar de doble closca descoberta per l'astrònom britànic d'origen alemany William Herschel (1738-1822) el 17 de gener de 1787, qui pensava que era una “estrella de 9a magnitud amb un centre força brillant, nebulositat igualment dispersa al voltant.” La nebulosa està envoltada per una capa de gas que solia formar les capes externes d'una estrella similar al Sol. També se la coneix de vegades com la nebulosa de la Cara de Pallasso. NGC 2392 es pot observar amb un petit telescopi, té una magnitud aparent de 10,1 i es troba a almenys 2 870 anys llum del Sistema Solar.

### Nebulosa de les Meduses – IC 443 (Sharpless 248)

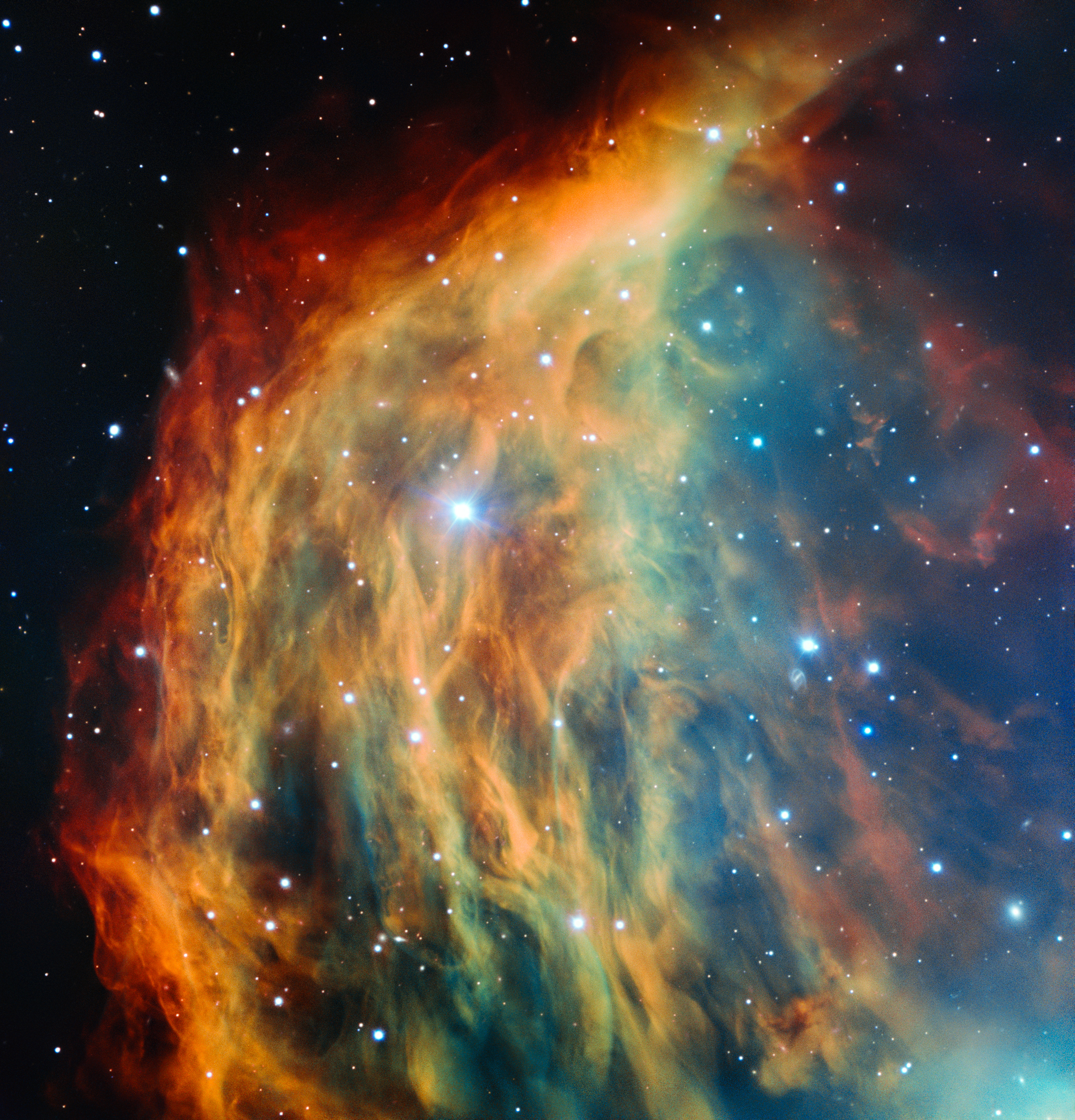
Nebulosa de Medusa.

IC 443 o nebulosa de les Meduses és un nebulosa a uns 5 000 anys llum de la Terra amb una mida d'uns 70 anys llum, i situada prop de l'estrella brillant η dels Bessons. Es creu que la IC 443 és un romanent d'una supernova que es produí fa entre 3 000 i 30 000 anys. L'esdeveniment de la supernova també originà una estrella de neutrons, i es creu que fou una supernova de tipus II, un final dramàtic d'una estrella massiva progenitora.

### Nebulosa de Medusa

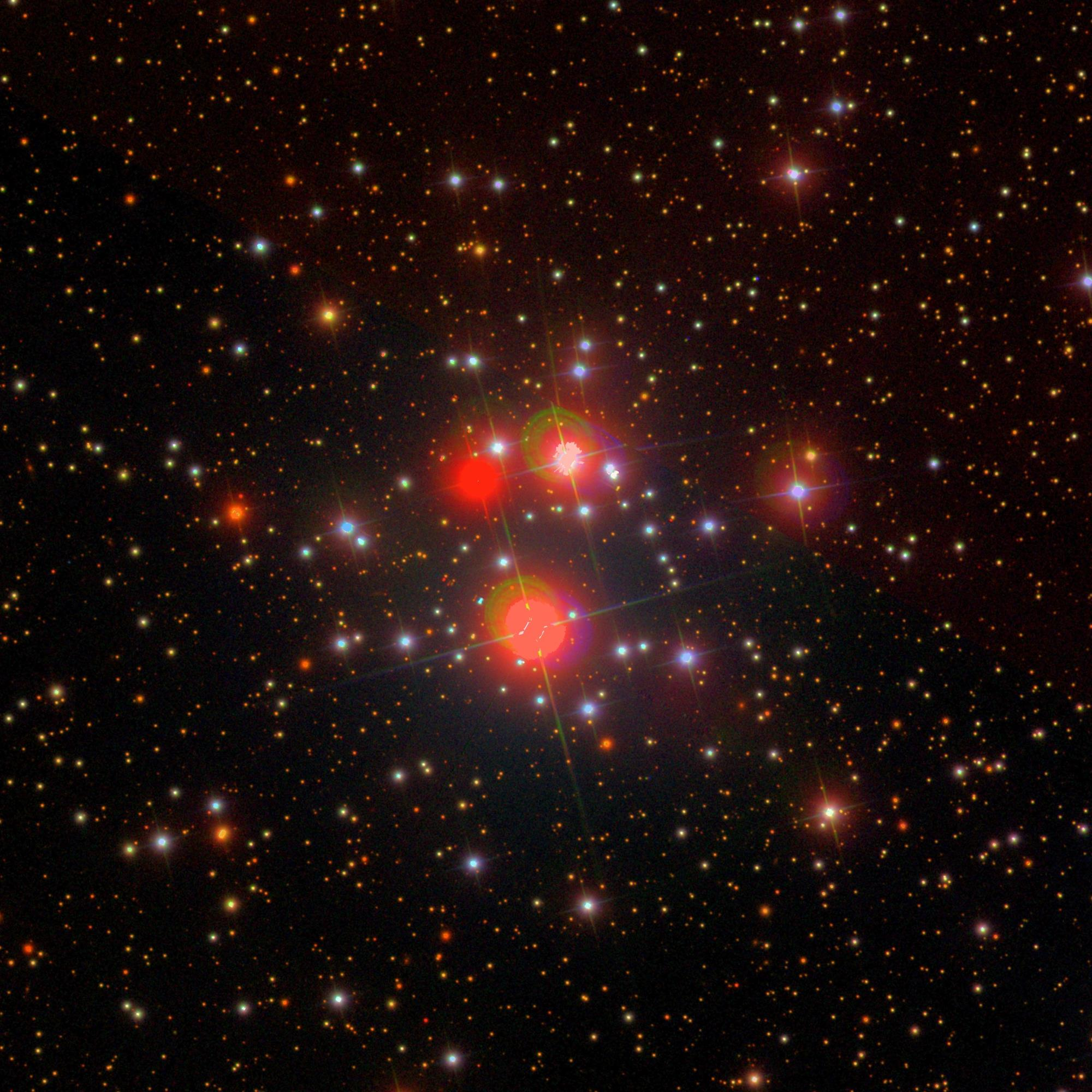
NGC 2129.

La nebulosa de Medusa (Sharpless 2-274, Abell 21) és una nebulosa planetària situada prop de la frontera amb Canis Minor. La nebulosa és força antiga i gran, amb més de quatre anys llum de diàmetre. Rep el nom de Medusa perquè els filaments de gas brillant evoquen els cabells de serp de la Gòrgona Medusa, un monstre del mite de Perseu, la mirada del qual convertia la gent en pedra. Fou descoberta per l'astrònom de la UCLA George Ogden Abell (1927-1983) el 1955. Es creia que era un romanent de supernova fins als anys 70, quan astrònoms soviètics confirmaren que probablement era una nebulosa planetària. La nebulosa es formà quan una geganta vermella es convertí en una nana blanca calenta i expulsà les seves capes externes. La nebulosa de Medusa té una magnitud aparent de 7,68 i es troba a aproximadament 1 500 anys llum del Sistema Solar. Té una baixa brillantor superficial, entre 15,99 i 25.

### Geminga
Geminga és una estrella de neutrons, un nucli en descomposició d'una estrella massiva antiga que acabà la seva vida com una supernova fa uns 300 000 anys. El seu nom prové de l'italià gh’è minga ‘no hi és', i al mateix temps és una abreviatura de "font de raigs gamma de Gèminis." L'estrella té una magnitud aparent de 25,5 i es troba a uns 815 anys llum del Sol. Fou la primera font de raigs gamma no identificada que es descobrí, així com el primer exemple d'un púlsar silenciós en ràdio. Es detectà originalment com una font d'un excés significatiu de raigs gamma pel satèl·lit SAS-2 (Small Astronomy Satellite 2), el telescopi de raigs gamma de la NASA.

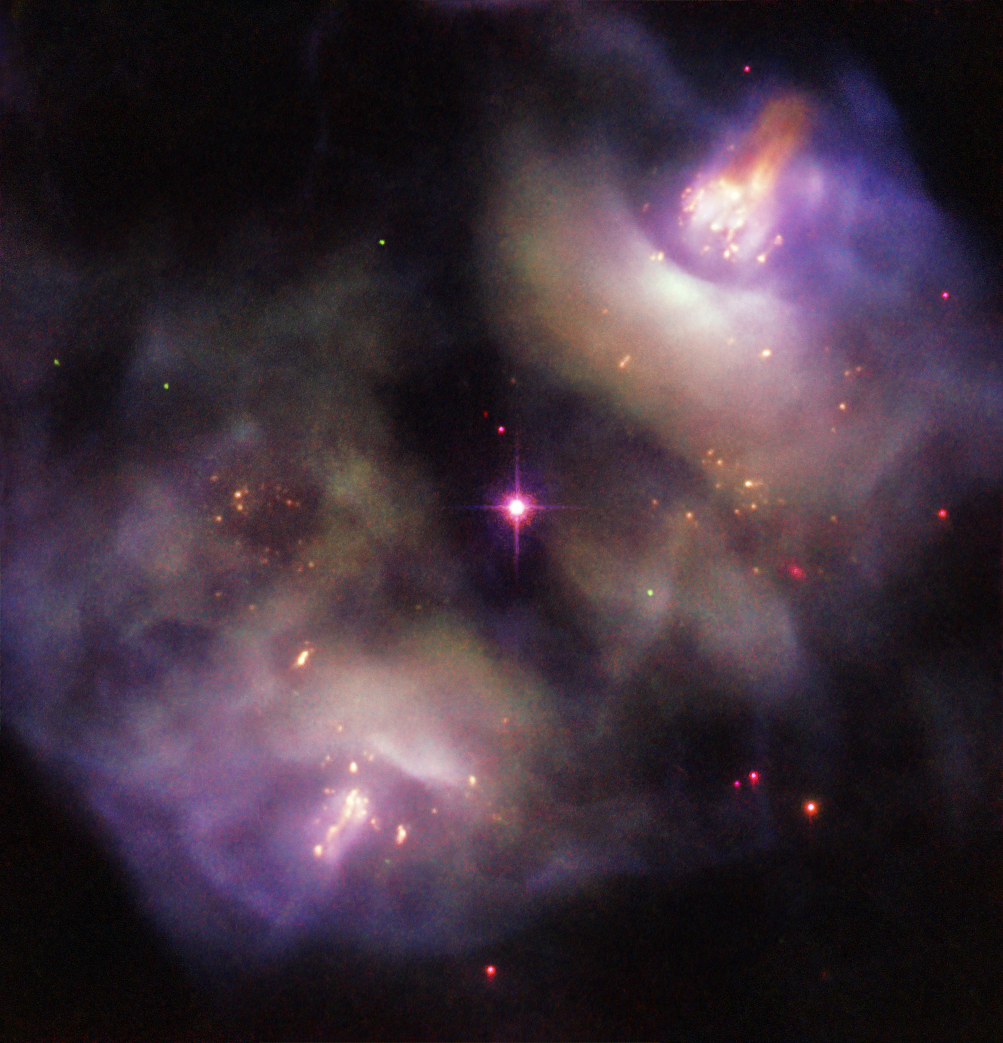
NGC 2371.

### NGC 2129
NGC 2129 és un cúmul obert jove d'una magnitud visual de 6,7 i es troba a uns 7 200 anys llum del Sol. El cúmul està situat dins del braç espiral Local, un braç espiral menor de la Via Làctia. Es calcula que té només 10 milions d'anys. Les estrelles més brillants del cúmul són dues estrelles de classe B properes que comparteixen la mateixa velocitat radial i moviment propi, i es creu que formen un sistema binari.

### NGC 2371-2
NGC 2371-2 és una nebulosa planetària de doble lòbul, una que sembla que podria ser dos objectes diferents i separats. Per això té dues entrades al Nou Catàleg General, NGC 2371 i NGC 2372. Fou descoberta per William Herschel. Té una magnitud aparent de 13 i es troba a aproximadament 4 400 anys llum de la Terra. Apareix al sud-oest de Càstor i és visible amb un telescopi d'aficionat. És un dels objectes inclosos a la llista de millors objectes NGC de la Societat Reial Astronòmica del Canadà (RASC).